# بيجنونيا زرقاء
بيجنونيا زرقاء (الاسم العلمي: Clytostoma  binatum)، هو نبات ينتمي إلى (فصيلة: Bignoniaceae).